# Тејтов триок
Тејтов триок (Dactylopsila tatei) је врста сисара торбара из породице торбарских летећих веверица (Petauridae).

## Распрострањење
Ареал врсте је ограничен на једну државу. Папуа Нова Гвинеја је једино познато природно станиште врсте.

## Станиште
Станишта врсте су шуме и планине отприлике од 600 до 1.000 метара надморске висине. Врста је присутна на подручју острва Нова Гвинеја.

## Начин живота
Тејтов триок прави гнезда.

## Угроженост
Ова врста се сматра угроженом.